# Audycja radiowa

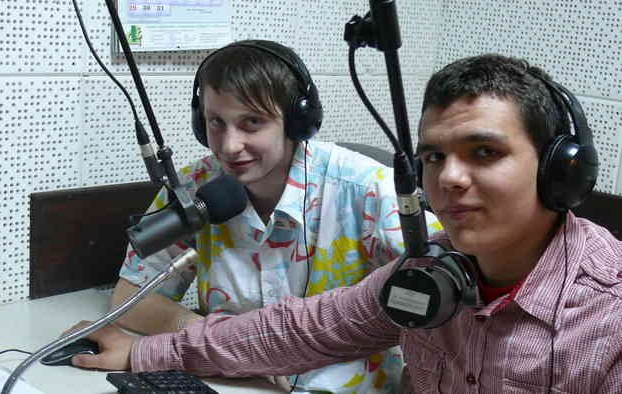
Prezenterzy podczas prowadzenia audycji radiowej

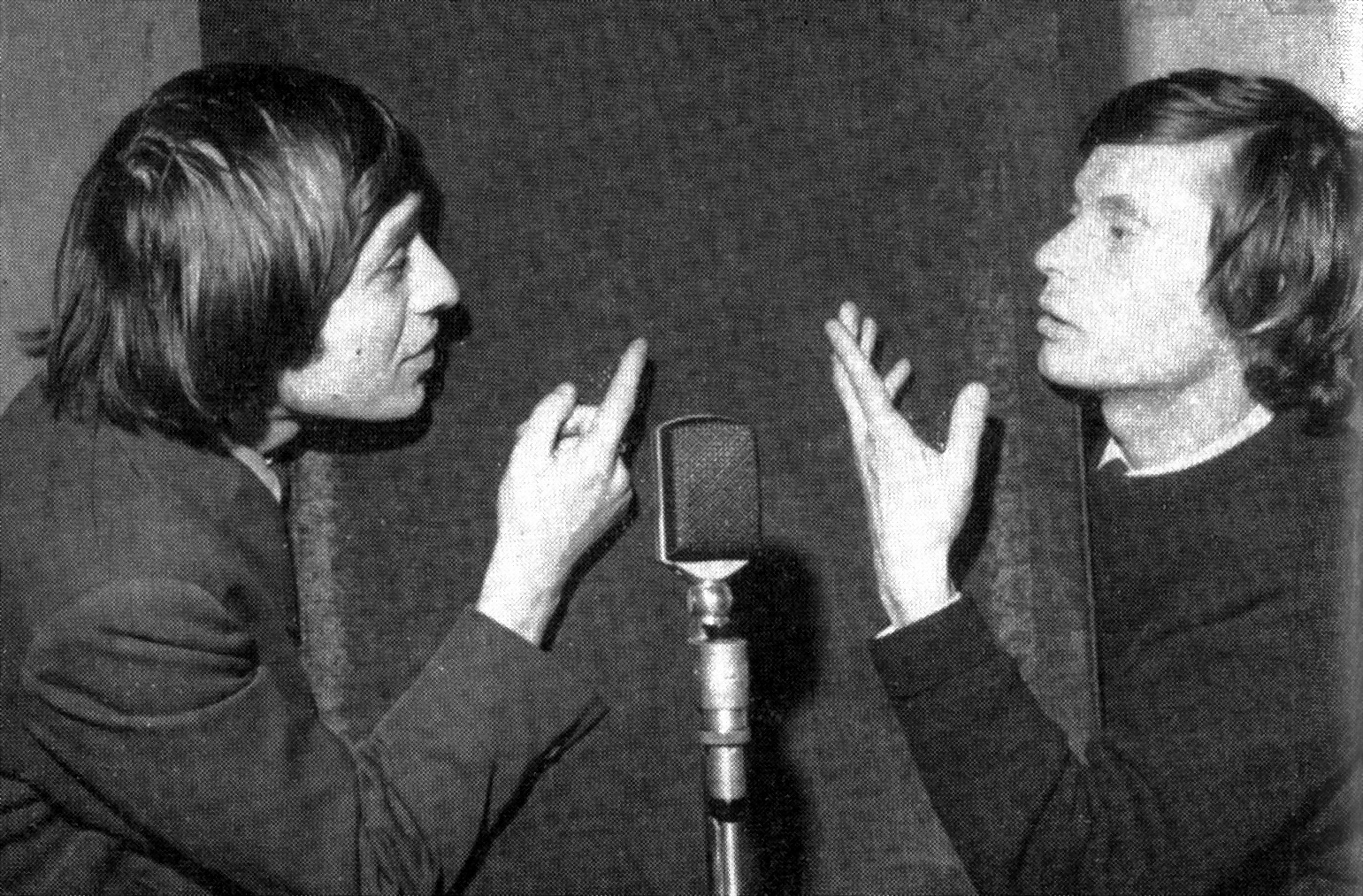
Stefan Friedmann (P) z Jonaszem Koftą (L) podczas nagrywania audycji radiowej.

Audycja radiowa (łac. auditio = „słuchanie”, „plotka”) – jednostka, samodzielny odcinek programu radiowego. Może to być audycja muzyczna, słowno-muzyczna, słowna. Audycje radiowe mogą stać się podkastem, jeśli rozgłośnia udostępni adres RSS, który umożliwi subskrypcję nowych odcinków. 

## Przykłady audycji radiowych
- koncert radiowy
- lista przebojów
- magazyn (publicystyczny, kulturalny, kulturoznawczy, artystyczny)
- program muzyczny
- program polityczny
- reportaż
- rozmowa
- wywiad
- felieton
- magazyn
- dyskusja
- dokument
- feature
- serwis informacyjny
- słuchowisko (teatr radiowy)
- pogadanka[2][3]